# 江東型フリゲート
| 江東型フリゲート                   | 江東型フリゲート                                     | 江東型フリゲート            |
| ---------------------------------- | ---------------------------------------------------- | --------------------------- |
| 青島海軍博物館で展示される「鷹潭」 |                                                      |                             |
| 艦級概観                           |                                                      |                             |
| 艦種                               | フリゲート                                           | フリゲート                  |
| 前級                               | 江南型（065型）                                      | 江南型（065型）             |
| 次級                               | 江衛-I型（053H2G型）                                 | 江衛-I型（053H2G型）        |
| 性能諸元                           |                                                      |                             |
| 排水量                             | 基準：1,568 t                                        | 基準：1,568 t               |
| 排水量                             | 満載：1,900 t                                        |                             |
| 全長                               | 103.2 m                                              | 103.2 m                     |
| 全幅                               | 10.8 m                                               | 10.8 m                      |
| 吃水                               | 3.05 m (船底部)                                      | 3.05 m (船底部)             |
| 機関                               | SEMT ピルスティク12PA6ディーゼルエンジン (8,000馬力) | 2基                         |
| 機関                               | スクリュープロペラ                                   | 2軸                         |
| 速力                               | 最大25.5ノット                                       | 最大25.5ノット              |
| 航続距離                           | 4,000海里（15ノット巡航時）                          | 4,000海里（15ノット巡航時） |
| 乗員                               | 198人                                                | 198人                       |
| 兵装                               | H/PJ-33A 100mm連装砲                                 | 2基                         |
| 兵装                               | H/PJ-76 37mm連装機銃                                 | 4基                         |
| 兵装                               | HQ-61B短SAM連装発射機                                | 2基                         |
| 兵装                               | 65式 5連装対潜ロケット砲                             | 2基                         |
| 兵装                               | 64式爆雷投射機BMB-2                                  | 2基                         |
| FCS                                | 343型 主砲用                                         | 1基                         |
| FCS                                | 341型 機銃用                                         | 1基                         |
| FCS                                | 342型 短SAM用                                        | 2基                         |
| レーダー                           | 381型 3次元対空用                                    | 1基                         |
| レーダー                           | 756型 航海用                                         | 1基                         |
| ソナー                             | 中周波型                                             | 1基                         |
| 電子戦                             | RW-23電波探知装置                                    | RW-23電波探知装置           |

江東型フリゲート（ジャンドンがたフリゲート、英語: Jiangdong class frigate）は、053型フリゲートの中で、中国人民解放軍海軍初の艦対空ミサイル搭載艦である053K型に与えられたNATOコードネームである。

## 概要
創設時の中国海軍は、ソ連の50型警備艦（リガ型フリゲート）をノックダウン生産した053型フリゲート（済南型フリゲート）を主力としており、のちにこれらのリバースエンジニアリング成果に基づく中国版派生型を開発した。1960年代、053型の設計を発展させての次世代フリゲートの開発が決定され、艦対艦ミサイル装備型と艦対空ミサイル装備型を併行して配備することとなったが、この当時、台湾空軍の航空攻撃による艦船の喪失が問題になっていたことから、艦対空ミサイル装備型の開発を優先することとなり、これによって開発されたのが053K型である。NATOは本型に対して江東型のコードネームを与えた。
053K型の設計は053型フリゲートに基づいているが、平甲板船型を採用し、全長や容積は大幅に拡大されている。機関構成としては、当初はCODAGも検討されていたが、結局はディーゼルエンジン 2基となった。これらの設計は、続いて建造される053型シリーズに共通の特徴となった。
053K型は、火力として、艦対空ミサイル、艦載砲/機関砲、対潜ロケットの3種類を搭載している。このうち、HQ-61B艦対空ミサイルは、防空フリゲート（防空艦）として期待された本型にとって主要な武器であるが、その性能は決して満足すべきものではなく、特に、対空レーダーである381型の対クラッター能力の低さともあいまって、低空域での交戦性能に重大な問題を抱えていた。また、本型が装備したHQ-61Bの発射機は、アメリカのテリアミサイル用Mk 10発射装置に似た連装型で、ミサイルを剥き出しに装填する形式であったため、海水などがミサイルの信頼性に影響を与えることとなった。
本型より、主砲として、大戦型のB-34 56口径100mm単装砲（M1940）にかわって、新型の79式56口径100mm連装砲（PJ-33）を搭載しているが、これは053型フリゲートを通じて採用されることとなった。また、近接防空用として、これも初採用となる76式37mm連装機関砲を搭載しているが、これもまた、053型シリーズに共通の特徴となった。
このように、設計・武装に多くの新機軸を導入したものの、主兵装であるHQ-61B艦対空ミサイルの性能不足もあって、本型が大量建造されることはなく、これ以後、中国海軍においては、フランス製のクロタル個艦防空ミサイルの輸入まで、艦対空ミサイル搭載艦の系譜は途絶えることとなり、本型が当初狙っていた艦隊防空艦の取得には、ロシア製のソヴレメンヌイ級駆逐艦の購入を待つ必要があった。しかし、本型は、唯一の艦対空ミサイル搭載艦として、南沙諸島を巡る一触即発の状況下（スプラトリー諸島海戦）で艦隊の防空を担い、艦対空ミサイルの運用に関して貴重な経験を蓄積した。
1980年代後半より、HQ-61に対してあらゆる面で優越した性能を備えたフランス製のクロタル個艦防空ミサイルの輸入、および国産型HQ-7の実用化に伴い、本型はその存在意義を失ったことから、1990年代初めに退役し、海軍の運営する青島海軍博物館に譲渡された。譲渡された中でも531号の鷹潭は、練習艦として愛国教育・交流のために係留されている。

## 同型艦
| 艦番号 | 艦名           | 進水            | 就役           | 退役           |
| ------ | -------------- | --------------- | -------------- | -------------- |
| 531    | 鷹潭 (Yingtan) | 1971年 10月24日 | 1975年 3月15日 | 1994年 7月15日 |
| 532    | -              | 1977年 5月29日  | 1977年 7月12日 | 1986年 6月     |